# Tocilizumab
Tocilizumab, prodávaný mimo jiné pod značkou Actemra, je imunosupresivní lék, používaný k léčbě revmatoidní artritidy a systémové juvenilní idiopatické artritidy, těžké formy artritidy u dětí. Jde o humanizovanou monoklonální protilátku proti receptoru interleukinu-6 (IL-6R). Interleukin 6 (IL-6) je cytokin, který hraje důležitou roli v imunitní odpovědi a je zapojen do patogeneze mnoha onemocnění, jako jsou autoimunitní onemocnění, mnohočetný myelom a rakovina prostaty. Tocilizumab vyvinuly společně univerzita v Ósace a Chugai a v roce 2003 byl licencován společností Hoffmann-La Roche.
Tocilizumab získal oprávnění k nouzovému použití (EUA) pro léčbu covidu-19 ve Spojených státech v červnu 2021.

## Lékařské využití
Lék se podává formou měsíčních nitrožilních infuzí. Infuze trvá přibližně hodinu. V říjnu 2013 byla schválena alternativní receptura pro podkožní injekce.

### Revmatoidní artritida
Tocilizumab se používá k léčbě středně těžké až těžké revmatoidní artritidy v kombinaci s methotrexátem, pokud se jiné léky, jako jsou chorobu modifikující antirevmatika a blokátory TNF alfa, ukázaly jako neúčinné nebo nebyly snášeny. Může být použit jako monoterapie u pacientů, kteří nesnesou methotrexát. Lék zpomaluje vývoj onemocnění a může zlepšit fyzické funkce pacientů.

### Systémová juvenilní idiopatická artritida
Léčba systémové juvenilní idiopatické artritidy je podobná léčbě revmatoidní artritidy: pokud není tocilizumab dobře snášen, kombinuje se s metotrexátem. Obecná bezpečnost a účinnost je stanovena pro děti od dvou let. Americký Úřad pro kontrolu potravin a léčiv (FDA) v roce 2011 schválil tocilizumab k léčbě aktivní systémové juvenilní idiopatické artritidy.

### Castlemanova nemoc
V Japonsku je tocilizumab schválen také pro léčbu Castlemanovy choroby, vzácného nezhoubného nádoru B-lymfocytů.

### Velkobuněčná arteritida
V květnu 2017 FDA schválila tocilizumab pro velkobuněčnou (temporální) arteritidu.

### Syndrom uvolnění cytokinů
Dne 30. srpna 2017 FDA schválila tocilizumab pro syndrom uvolnění cytokinů, což je vedlejší účinek buněčné CAR-T terapie.

### Covid-19
V září 2021 indická farmaceutická společnost Hetero získala od indického zdravotnického úřadu, Drugs Controller General of India (DCGI), povolení k výrobě generické verze léku tocilizumab společností Roche, a to na léčbu covidu-19 u dospělých. Díky tomuto schválení bude lék k dispozici pro léčbu hospitalizovaných dospělých, kteří jsou pod systémovou léčbou kortikosteroidy a potřebují doplňkový kyslík, neinvazivní nebo invazivní mechanickou ventilaci nebo mimotělní okysličení. Metaanalýza náhodných kontrolovaných studií z roku 2021 zjistila, že tocilizumab sice nevykazuje významný přínos pro přežití, mohl by ale hrát roli v prevenci přechodu na jednotku intenzivní péče a mechanickou ventilaci.
Australský regulační orgán Therapeutic Goods Administration udělil 1. prosince 2021 tocilizumabu předběžné povolení k léčbě dospělých, kteří jsou hospitalizováni s covidem-19, jsou jim podávány systémové kortikosteroidy a vyžadují doplňkový kyslík nebo mechanickou ventilaci.

## Nežádoucí účinky
Nejčastějšími nežádoucími účinky pozorovanými v klinických studiích byly infekce horních cest dýchacích (více než 10 % pacientů), nazofaryngitida (rýma), bolest hlavy a vysoký krevní tlak (nejméně 5 %). Enzym alanin-transamináza byl také zvýšen nejméně u 5 % pacientů, ale ve většině případů bez příznaků. Časté byly zvýšené hladiny celkového cholesterolu. Mezi méně časté nežádoucí účinky patřily závratě, různé infekce a reakce kůže a sliznic, jako mírná vyrážka, gastritida a vředy v ústech. Vzácnými, ale závažnými reakcemi byly gastrointestinální perforace (0,26 % za šest měsíců) a anafylaxe (0,2 %).

## Interakce
Neexistují žádné určité interakce s jinými léky. Hladiny simvastatinu v krevní plazmě byly po podání jedné dávky tocilizumabu sníženy o 57 %, ale není známo, zda je to klinicky relevantní. Možným mechanismem je, že zvýšené hladiny IL-6 u pacientů s revmatoidní artritidou tlumí biosyntézu různých enzymů cytochromu P450, zejména CYP1A2, CYP2C9, CYP2C19 a CYP3A4. Tocilizumab snižuje IL-6 a tím normalizuje hladiny cytochromů, čímž zvyšuje metabolizaci simvastatinu (a možná i dalších léků metabolizovaných cytochromy).

## Mechanismus působení
Kromě jiných funkcí se interleukin 6 (IL-6) podílí na rozvoji imunologických a zánětlivých reakcí. Některá autoimunitní onemocnění, jako je revmatoidní artritida, jsou spojena s abnormálně vysokou hladinou IL-6. Tocilizumab se váže na rozpustné i membránové receptory interleukinu-6 a brání IL-6 v jeho prozánětlivých účincích. Bylo zjištěno, že membránově vázaná forma a rozpustná forma receptoru IL-6 mohou mít v patogenezi revmatoidní artritidy rozdílné účinky, přičemž rozpustná forma se více podílí na vývoji onemocnění.

## Historie
Interleukin 6 a jeho receptor objevil a naklonoval Tadamitsu Kishimoto na univerzitě v japonské Ósace v 80. letech 20. století. V roce 1997 společnost Chugai Pharmaceuticals zahájila klinický vývoj tocilizumabu pro léčbu revmatoidní artritidy. Klinické studie Castlemanovy choroby a systémové juvenilní idiopatické artritidy byly zahájeny v roce 2001, resp. 2002. Na základě licenční smlouvy z roku 2003 se na vývoji léku podílela společnost Hoffmann-La Roche.
Údaje prezentované v roce 2008 prokázaly účinnost tocilizumabu v kombinaci s metotrexátem při léčbě revmatoidní artritidy. V dalších studiích byl účinný a obecně dobře tolerovaný při podávání buď v monoterapii, nebo v kombinaci s konvenčními DMARDs u dospělých pacientů se středně těžkou až těžkou revmatoidní artritidou.
V červnu 2005 byl tocilizumab schválen v Japonsku pro léčbu Castlemanovy choroby. V lednu 2009 byl lék schválen Evropskou lékovou agenturou (EMA) pod názvem RoActemra pro léčbu revmatoidní artritidy s uvedenými omezeními. Dne 11. ledna 2010 byl pro stejný účel schválen americkou agenturou FDA pod názvem Actemra. Tocilizumab byl schválen australským úřadem Therapeutic Goods Administration dne 27. května 2009 a od 1. srpna 2010 byl zařazen do systému farmaceutických výhod. Na Novém Zélandu v červenci 2009 byl tocilizumab schválen k distribuci a společnost Pharmac schválila jeho dotaci s omezením zvláštního oprávnění 1. července 2013 pro systémovou juvenilní idiopatickou artritidu a 1. července 2014 pro revmatoidní artritidu. FDA v dubnu 2011 schválila tocilizumab k léčbě systémové juvenilní idiopatické artritidy pro děti od dvou let a EMA ji následovala v srpnu téhož roku.
Tocilizumab je v některých zemích, zejména v Japonsku a dalších asijských zemích, prodáván společností Chugai; v jiných zemích, například ve Velké Británii, Francii a Německu, je jeho prodej spojen se společností Roche (holdingová společnost Hoffmann-La Roche).

## Výzkum
Intenzita IL-6 v nádorových buňkách pacientek s rakovinou vaječníků je spojena se špatnou prognózou a v buněčné kultivaci jiná protilátka proti IL-6 (siltuximab) snížila signalizaci IL-6 a prokázala příznivé účinky na zvířecím vzorku onemocnění; lék však nevykazoval žádné zřetelné účinky při testování, které proběhlo v klinické studii fáze II u pacientek s pokročilým karcinomem vaječníků. Testující později prokázali, že v buňkách vysoce pokročilého karcinomu vaječníků protilátky proti IL6 snižují aktivaci STAT3 (jeho hlavního následného transkripčního faktoru), což vede ke zvýšené aktivitě drah receptoru pro epidermální růstový faktor (EGFR), o níž se předpokládá, že způsobuje rezistenci vůči několika způsobům léčby rakoviny. Badatelé pak prokázali, že potlačení této dráhy inhibitorem EGFR gefitinibem potlačuje růst nádoru v buněčné kultuře a u zvířat s tímto onemocněním, což nabízí potenciální důvod pro kombinaci protilátek anti-IL6 s gefitinibem k léčbě pokročilého stadia karcinomu vaječníků.
Tocilizumab je zkoumán pro léčbu plicní arteriální hypertenze (PAH). Tocilizumab je v současné době hodnocen v multicentrické klinické studii (ALL-IN) pro prevenci akutní buněčné rejekce u pacientů po transplantaci srdce.

### Covid-19
Čínská národní zdravotní komise zařadila použití tocilizumabu do pokynů pro léčbu pacientů s covidem-19. V březnu 2020 Čína schválila tocilizumab k léčbě zánětů u pacientů s koronavirem SARS-CoV-2. K červnu 2020 nebyly k dispozici žádné důkazy o tom, zda by byla tato léčba účinná. Čínští zdravotníci uvedli, že o použití tohoto léku požádalo pouze 21 pacientů. Ve stejném měsíci proběhla na 11 místech v Číně náhodná studie, která sledovala účinky při použití favipiraviru, tocilizumabu a obou látek.
Dne 11. března 2020 italský lékař Paolo Ascierto oznámil, že se tocilizumab jeví jako účinný u tří závažných případů covidu-19 v Itálii. Dne 14. března 2020 se u tří ze šesti léčených pacientů v Neapoli objevily známky zlepšení, což Italskou lékovou agenturu (AIFA) přimělo k rozšíření testování v pěti dalších nemocnicích. Společnost Roche a Světová zdravotnická organizace zahájily samostatnou studii pro jeho použití u těžkých případů covidu-19.
Tocilizumab byl mezi léky, které byly zmiňovány při léčbě covidu-19, ve studii provedené ve velkých nemocnicích v USA, která zjistila, že u většiny hospitalizovaných pacientů s covidem-19 se vyskytují abnormální výsledky jaterních testů, které mohou být spojeny s horšími klinickými výsledky. Bylo zjištěno, že několik léků používaných v léčbě během studie bylo spojeno s maximální hospitalizací se zvýšením hladiny jaterních transamináz >5x ULN. Podle Michaela Nathansona, ředitele Yale Liver Center a spoluautora studie, byl tocilizumab významně propojen s léky používanými k léčbě onemocnění a abnormálními výsledky jaterních testů, což podnítilo studie zjišťující, zda abnormální výsledky testů byly způsobeny onemocněním, nebo poškozením jater, jež vyvolaly léky.
Společnost Roche 29. července 2020 oznámila, že náhodná, dvojitě zaslepená studie tocilizumabu při léčbě pneumonie u pacientů s covidem-19 prokázala snížení doby hospitalizace u pacientů léčených tocilizumabem. Léčba tocilizumabem však nedosáhla primárního cílového ukazatele, kterým bylo zlepšení klinického stavu pacientů s pneumonií spojenou s covidem-19, ani klíčového sekundárního cílového ukazatele, kterým bylo snížení úmrtnosti pacientů.
V říjnu 2020 byl publikován další výzkum, který dospěl k závěru, že „tocilizumab nebyl účinný v prevenci intubace nebo úmrtí u středně těžce nemocných hospitalizovaných pacientů s covidem-19“.
V listopadu 2020 se v tisku objevily zprávy, že první výsledky studie REMAP-CAP, kterou společně provedly Imperial College London, Národní centrum pro audit a výzkum intenzivní péče a Utrechtská univerzita, ukázaly slibné výsledky u pacientů s těžkým stupněm covidu-19.
V lednu 2021 byly ve studii REMAP-CAP zveřejněny předběžné důkazy, že tocilizumab a sarilumab mohou snížit počet úmrtí u těžce nemocných pacientů s covidem-19. Tyto léky byly zařazeny na seznam doporučených léčivých přípravků pro léčbu covidu-19 ve Velké Británii. Studie RECOVERY následující měsíc odhalila podobný výsledek: 29 % pacientů ve skupině užívající tocilizumab zemřelo do 28 dnů ve srovnání s 33 % ve skupině s běžnou péčí, což představuje statisticky významné snížení rizika úmrtí navíc ke snížení, které již přinesl dexametazon. Také se z 38 % na 33 % snížila pravděpodobnost, že pacient bude muset být napojen na ventilátor nebo zemře. Vědci uvedli, že kombinace tocilizumabu a dexametazonu by měla snížit riziko úmrtí přibližně o třetinu u pacientů na kyslíku a o polovinu u pacientů na ventilátoru.
Americký Úřad pro kontrolu potravin a léčiv v červnu 2021 vydal oprávnění k nouzovému použití (EUA) tocilizumabu pro léčbu covidu-19 u hospitalizovaných osob ve věku od dvou let, které dostávají systémové kortikosteroidy a vyžadují doplňkový kyslík, neinvazivní nebo invazivní mechanickou ventilaci nebo mimotělní membránovou oxygenaci (ECMO).

### Neuromyelitis optica
První kazuistiky naznačují, že tocilizumab by mohl být účinný u jinak rezistentní neuromyelitis optica (NMO, Devicova choroba).

### Gravesova oftalmopatie
Dvě malé studie zjistily, že tocilizumab je prospěšný u endokrinní oftalmopatie (Gravsova orbitopatie), která je rezistentní na léčbu kortikosteroidy.